# ابرنواختر (ترانه اسپا)
«اَبَرنواَختَر» (انگلیسی: Supernova) یا «سوپرانو» ترانه‌ای از گروه دخترانه اهل کره جنوبی، اسپا برای نخستین آلبوم استودیویی آنها به نام آرماگدون است. این ترانه در ۱۳ مه ۲۰۲۴ به عنوان تک‌آهنگ آغازین این آلبوم منتشر شد. این ترانه یک موفقیت تجاری بود و در صدر جدول دیجیتال گائون قرار گرفت.

## افتخارات
| برنامه         | تاریخ        | منابع |
| -------------- | ------------ | ----- |
| اینکیگایو      | ۲۶ مه ۲۰۲۴   | [ ۱ ] |
| اینکیگایو      | ۱۶ ژوئن ۲۰۲۴ | [ ۲ ] |
| اینکیگایو      | ۲۳ ژوئن ۲۰۲۴ | [ ۳ ] |
| ام کانت‌داون    | ۲۳ مه ۲۰۲۴   | [ ۴ ] |
| ام کانت‌داون    | ۳۰ مه ۲۰۲۴   | [ ۵ ] |
| بانک موسیقی    | ۱۴ ژوئن ۲۰۲۴ | [ ۶ ] |
| شو! میوزیک کور | ۲۵ مه ۲۰۲۴   | [ ۷ ] |
| شو! میوزیک کور | ۱ ژوئن ۲۰۲۴  | [ ۸ ] |

| جوایز               | تاریخ        | منابع |
| ------------------- | ------------ | ----- |
| جایزه محبوبیت هفتگی | ۱۷ ژوئن ۲۰۲۴ | [ ۹ ] |

## جدول‌های موسیقی
| جدول (۲۰۲۴)                                        | بالاترین جایگاه |
| -------------------------------------------------- | --------------- |
| آرژانتین (آرژانتین هات ۱۰۰)                        | ۵۰              |
| مصر (آی‌اف‌پی‌آی)                                     | ۵               |
| ۲۰۰ آهنگ جهانی (بیلبورد)                           | ۱۷              |
| هنگ کنگ (بیلبورد)                                  | ۱               |
| اندونزی (بیلبورد)                                  | ۱۰              |
| ژاپن (ژاپن هات ۱۰۰)                                | ۲۵              |
| تک‌آهنگ‌های ترکیبی ژاپن (اوریکون)                    | ۲۴              |
| مالزی (بیلبورد)                                    | ۶               |
| هلند (گلوبال تاپ ۴۰)                               | ۱۷              |
| تک‌آهنگ‌های داغ نیوزیلند (آرام‌ان‌زی)                  | ۱۲              |
| سنگاپور (آرآی‌ای‌اس)                                 | ۶               |
| کره جنوبی (گائون)                                  | ۱               |
| تایوان (بیلبورد)                                   | ۲               |
| دانلود تک‌آهنگ‌های بریتانیا (اوسی‌سی)                 | ۳۳              |
| فروش تک‌آهنگ‌های بریتانیایی (شرکت جدول‌های رسمی)      | ۳۳              |
| فروش جهانی ترانه‌های دیجیتال ایالات متحده (بیلبورد) | ۵               |

| جدول (۲۰۲۴)       | جایگاه |
| ----------------- | ------ |
| کره جنوبی (گائون) | ۱      |

## تاریخچه انتشار
| منطقه | تاریخ      | فرمت                  | ناشر              |
| ----- | ---------- | --------------------- | ----------------- |
| مختلف | ۱۳ مه ۲۰۲۴ | دانلود دیجیتال استریم | اس‌ام کاکائو وارنر |